# Scarica parziale
In elettrotecnica, per scarica parziale si intende una scarica elettrica che interessa solo una parte del dielettrico esistente fra due conduttori.
Queste scariche possono presentarsi in zone sia adiacenti sia non adiacenti.
Una scarica parziale può determinare danni al materiale isolante circostante a causa dell'erosione dell'isolante. I gas corrosivi emessi da una sorgente di scarica parziale possono inoltre provocare ulteriori danni all'isolante circostante e alle parti in metallo, determinando spesso lo stabilirsi di nuove sorgenti di attività di scarica parziale. Alla fine, la struttura isolante può risultare danneggiata al punto da determinare scariche superficiali, o flash-over, e conseguenti danni all'apparato elettrico, interruzioni di alimentazione, incendi ed esplosioni.

## Tipi di scarica parziale
La norma IEC 60270 definisce le scariche parziali "scariche elettriche locali che superano solo parzialmente l'isolamento fra i conduttori". Questa definizione generica comprende tipi di scarica parziale relativamente inoffensivi e tipi di scarica parziale difficili da rilevare in campo che possono risultare estremamente distruttivi. Risulta pertanto utile suddividere le scariche parziali in tre categorie.
La scarica a corona è la scarica che si verifica nell'aria o nel gas che circonda un conduttore. Si manifesta quando il campo elettrico locale supera la rigidità dielettrica dell'aria o del gas circostante. In genere ciò accade in corrispondenza di punte o bordi taglienti presenti sui conduttori. È molto comune soprattutto nelle apparecchiature impiegate all'esterno.
La scarica a corona può essere considerata relativamente inoffensiva nelle apparecchiature per esterni poiché i gas corrosivi prodotti vengono rimossi o allontanati dagli agenti atmosferici. Se invece la scarica a corona si verifica in un ambiente chiuso, i gas corrosivi rimangono intrappolati e possono provocare ulteriori danni. La scarica corona nelle apparecchiature impiegate all'esterno è spesso difficile da eliminare; in alcuni casi le scariche sono autoindotte dalla struttura stessa dell'apparecchiatura. È comunque una buona prassi eliminare le possibili sorgenti di scarica a corona quando possibile durante la manutenzione di routine, poiché possono nascondere problemi ben più gravi.
La scarica superficiale è una scarica che si verifica sulla superficie di un isolante e che in genere provoca danni sulla superficie dell'isolante stesso, riducendone l'efficienza. È spesso associata a contaminazione e umidità ed è una variante relativamente comune di scarica parziale.

La scarica superficiale risulta particolarmente dannosa per gli isolanti polimerici e in resina colata. Se non vengono individuati per tempo, i siti di scarica aumenteranno e potranno determinare fenomeni di flash-over. Questo tipo di scarica può anche provocare la rottura dello smalto sugli elementi isolanti in porcellana e danneggiare la ceramica sottostante. Spesso la causa del problema è la sporcizia che si deposita sulle superfici. Se il problema è riconosciuto per tempo, talvolta è risolvibile pulendo gli elementi isolanti in vetro e porcellana prima che si verifichi qualche danno permanente.

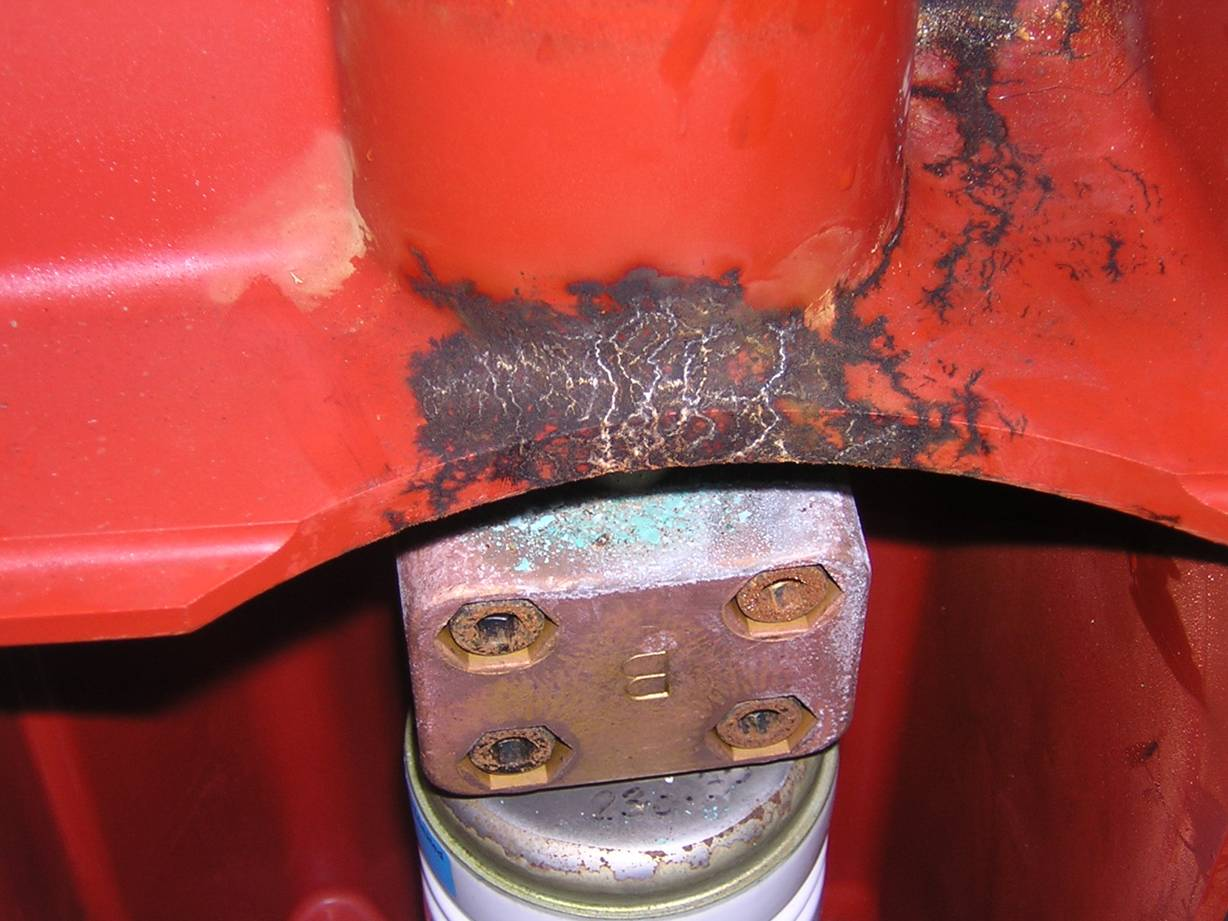
Carrello di interruttori che mostra danni provocati da scarica superficiale

La scarica interna è un tipo di scarica che si verifica all'interno del materiale o del fluido isolante; la sua origine è da ricercare nella presenza di piccole cavità (dette "vacuoli") originariamente microscopiche, all'interno dell'isolante fluido o solido. È un tipo relativamente raro di scarica parziale.

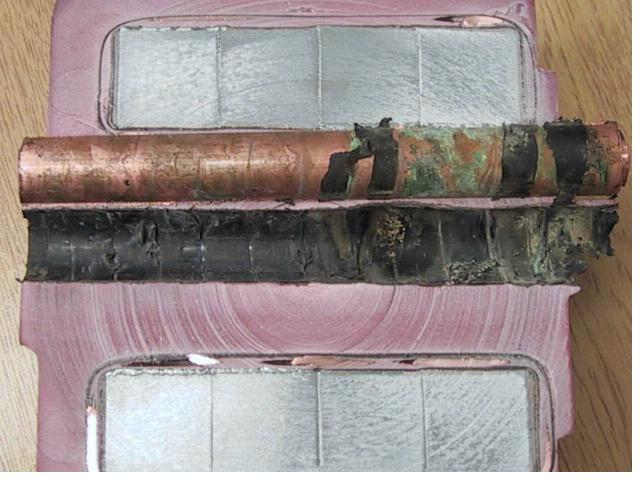
Trasformatore sezionato per mostrare i danni da scarica interna

Si tratta del tipo di scarica più difficile da diagnosticare sul campo perché non vi sono indicazioni visibili o udibili che segnalino la presenza di un problema. Se questo tipo di scarica non viene eliminato e se si verifica un flash-over, l'energia termica rapidamente generata non può essere dissipata, con conseguente esplosione dell'isolante.
Si noti tuttavia che alcuni testi e siti Web utilizzano definizioni diverse di scarica a corona. Talvolta per "scarica a corona" si intende sia il tipo di scarica a corona sopra descritto sia la scarica superficiale. Talvolta l'espressione "scarica a corona" è usata come sinonimo di scarica parziale per indicare tutte e tre le definizioni sopra fornite. Le scariche interne sono spesso trascurate.

## Misurazione e rilevamento delle scariche parziali
Quando si innesca una scarica parziale, impulsi di corrente di transitori ad alta frequenza compariranno e persisteranno per un intervallo di tempo compreso fra nanosecondi e un microsecondo, per poi scomparire e ricomparire ripetutamente. Le correnti delle scariche parziali sono difficili da misurare vista la loro esiguità e la loro breve durata. L'evento può essere rilevato come una variazione molto piccola della corrente assorbita dal campione sotto osservazione. Un metodo per misurare queste correnti consiste nell'inserire un piccolo resistore per la misurazione della corrente in serie con il campione e poi leggere la tensione generata su un oscilloscopio tramite un cavo coassiale a impedenza adattata. In genere il risultato di tali test è una variazione della carica e si esprime in pC. Tale metodo è alla base della metodologia descritta nella norma IEC 60270, talvolta detta Misurazione della carica apparente.
Le misurazioni IEC sono ideali per la misura in laboratorio, quando l'apparecchio sottoposto a test può ricevere un'alimentazione stabile e controllata, con l'apparecchio e l'attrezzatura di test posti in una gabbia di Faraday. Le misure effettuate sul campo precludono l'uso di una gabbia di Faraday e anche la fonte di alimentazione può non essere sempre ideale. Le misurazioni sul campo sono pertanto soggette a disturbi e di conseguenza meno precise.
Sono stati pertanto sviluppati altri metodi per le misure sul campo che, anche se non sono sensibili come una misurazione IEC, sono fondamentalmente più pratici. Inoltre le misurazioni sul campo devono essere rapide, sicure e semplici in quanto devono essere effettuate da utenti e operatori di apparati.
Le tensioni transitorie verso terra sono picchi di tensione indotti sulla superficie delle parti in metallo circostanti. Si verificano perché la scarica parziale crea picchi di corrente nel conduttore e quindi anche nel metallo collegato a terra che circonda il conduttore. Gli impulsi delle tensioni transitorie verso terra sono ricchi di componenti ad alta frequenza e quindi le parti in metallo collegate a terra presentano una impedenza notevole rispetto alla massa. Per questo motivo vengono generati picchi di tensione, che permarranno sulla superficie interna delle parti in metallo circostanti (fino a una profondità di circa 0,5 micron in acciaio dolce a 100 MHz) e si estenderanno alla superficie esterna ovunque vi sia una discontinuità elettrica nelle parti in metallo circostanti. C'è un effetto secondario per il quale le onde elettromagnetiche generate dalla scarica parziale generano a loro volta tensioni transitorie verso terra sulle parti in metallo circostanti, che si comportano come un'antenna. Le tensioni transitorie verso terra sono un fenomeno molto comodo per misurare e rilevare scariche parziali poiché sono rilevabili senza dover effettuare collegamenti elettrici o rimuovere pannelli.

La misurazione a ultrasuoni si basa sull'emissione di onde sonore da parte della scarica parziale. La larghezza di banda in frequenza delle emissioni tende a concentrarsi attorno ai 40 kHz ma si estende alle frequenze udibili in caso di scariche estremamente pronunciate. Le scariche interne non emettono ultrasuoni. L'utilità del rilevamento a ultrasuoni si limita pertanto alla scarica superficiale e alla scarica a corona.

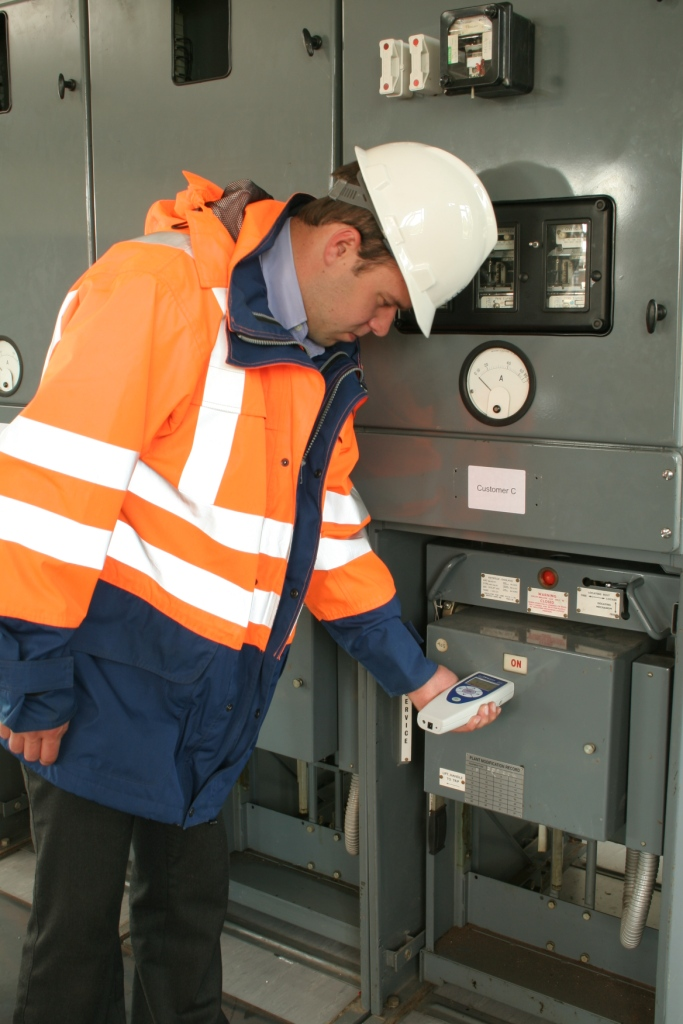
Un tecnico controlla la presenza di scariche parziali utilizzando uno strumento portatile che abbina tensioni transitorie verso terra e ultrasuoni

Con il rilevamento del campo elettromagnetico si rilevano le onde radio generate dalla scarica parziale. Come indicato in precedenza, le onde radio possono generare tensioni transitorie verso terra nelle parti in metallo circostanti. Per ottenere misure più accurate, specialmente a tensioni più alte, è opportuno utilizzare antenne UHF incorporate oppure antenne esterne montate su distanziatori isolanti nelle parti in metallo circostanti.

## Applicazione pratica
Nella pratica, il rilevamento di scariche parziali attive è un'indicazione utile del fatto che gli apparati a media o alta tensione stanno iniziando a deteriorarsi. L'UK Health and Safety Executive ha pubblicato linee guida che raccomandano di sottoporre a test regolari i sezionatori per rilevare un'eventuale attività di scarica parziale.

## Norme internazionali
- IEC 60270:2000/BS EN 60270:2001 "High-Voltage Test Techniques - Partial Discharge Measurements"